# احمد دالکی

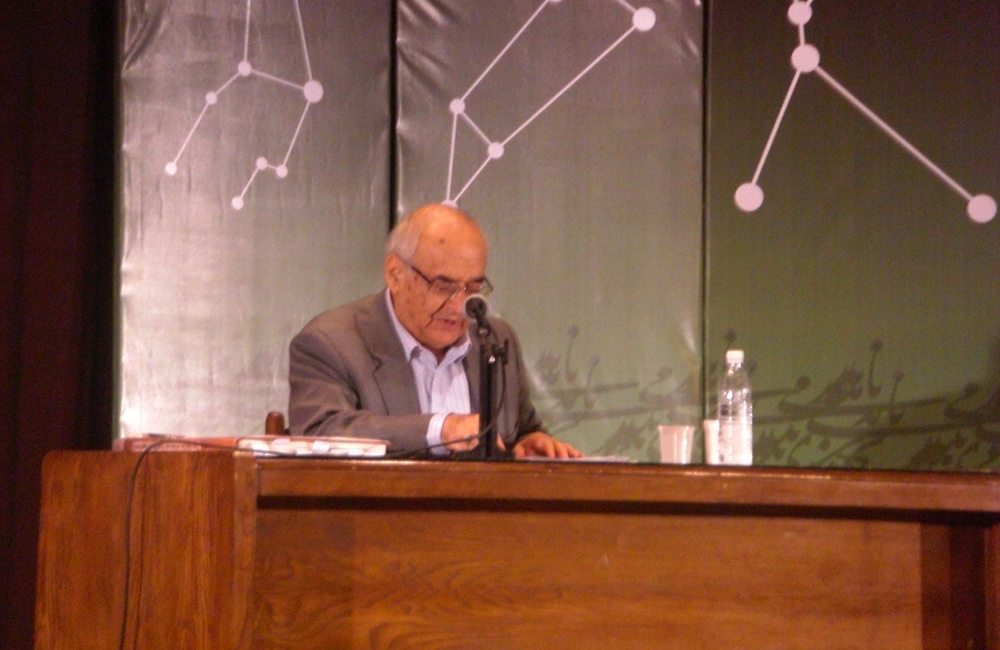
احمد دالکی در همایش بزرگداشت خیام در مشهد

احمد دالکی، (متولد: ۱۳۱۵ دشتستان) دارای چند مدرک مهندسی از جمله نقشه‌برداری هوایی است. وی از شاخص‌ترین چهره‌های ستاره‌شناسی غیرحرفه‌ای سه دهه اخیر در ایران است و پدر نجوم آماتوری ایران لقب دارد.

## تحصیلات
تحصیلات ابتدایی را در شیراز گذراند وی دارای مدرک مهندسی کشاورزی از دانشکده کشاورزی شیراز، مدرک مهندسی نقشه‌برداری هوایی (فتوگرامتری) و مهندسی تفسیر عکس‌های هوایی از هلند می‌باشد و دوره تخصصی کاربرد ماهواره در سنجش از راه دور را به سال ۱۳۵۵ در آمریکا گذرانید.

## فعالیتها
پس از بازگشت به ایران، از سال ۱۳۳۸ تا دو سال پس از انقلاب در سازمان جنگل‌بانی مشغول به فعالیت بود. همچنین تا قبل از انقلاب بمدت ۵سال در سازمان شکاربانی و نظارت بر صید (سازمان حفاظت محیط زیست امروزی) فعالیت داشت. وی از حدود سال ۱۳۴۵ در دانشگاه‌ها تدریس می‌کرد. از جمله در دانشگاه شهید بهشتی تهران به تدریس سنجش از دور، نقشه‌خوانی، کارتوگرافی، مسّاحی، علوم وابسته به آن و به‌ویژه درس زمین در فضا پرداخت. در سال ۱۳۵۹ بازنشسته شد که در خلال این سال‌ها عمدهٔ فعالیت او در زمینه‌های مربوط به مطالعات ستاره‌شناسی در بین طبقات مختلف مردم به‌ویژه جوانان علاقه‌مند و سعی در اختصاص دادن اوقات فراغت آن‌ها به این سو بوده‌است.
او در دهه شصت مجری برنامه علمی گوناگون بود.

## آثار
- راهنمای فضا
- راهنمای ماهانه آسمان شب
- راهنمای هفتگی آسمان شب
- منظومه شمسی سیاره زهره
- منظومه شمسی سیاره زمین
- صورت‌های فلکی
- زمین درفضا
- اصول تفسیرعکس‌های هوایی
- دانشنامه همگانی نجوم مربوط به بنیاددانشنامه بزرگ فارسی وزارت علوم وتحقیقات وفن آوری
- اصول تفسیر عکس‌های هوایی وماهواره ای. ناشردانشگاه تهران به عنوان کتاب درسی رسمی دانشگاه
- آشنایی باسنجش ازراه دور یا چشمی درآسمان به صورت ترجمه به اتفاق همکار[۲]

## زندگی‌نامه
دکتر منوچهر بایندری، کتاب زندگینامه دالکی را تحت عنوان «شبگرد آسمان» نوشته‌است. این کتاب در سال ۱۳۹۷ به همت انتشارت سازمان اسناد و کتابخانه ملی جمهوری اسلامی ایران انتشار یافت. نویسنده در این کتاب، در فصل‌های گوناگون از کودکی تا دوره‌های تحصیلی، شغلی و مسافرت‌های علمی این پژوهشگر را به نگارش درآورده است. توصیف کوچه‌ها و محله‌های قدیمی شیراز چون محلهٔ لب آب که حدود دروازهٔ شاه داعی و امامزاده ابراهیم واقع شده بود با آن باغ‌ها و کشتزارهای سبز و عطر بهارنارنج و شب‌های ستاره انگیز، علاقه به طبیعت و آسمان را در دل کودکانه او برانگیخته بود تا بعدها در جوانی مشاغلی مانند شکاربانی، جنگلبانی، نقشه‌کشی و سفر به آفریقا، لنین گراد، هاوایی، آلاسکا و سرزمین مایاها را برای افزایش دانش ستاره‌شناسی و جغرافیایی خود تجربه کند. خاطرات زندگی دالکی در فصل‌های این کتاب، به خوبی نشان می‌دهد که یک دانشمند بالقوه برای رسیدن به قله دانش از چه مسیرهای پر فراز و نشیبی عبور کرده‌است.

## خدمات در زمینه نجوم
- اوّلین مدیر رصدخانه پارک زعفرانیه که اقدام به برنامه‌ریزی و راه اندازی آن رصدخانه نمود (۱۳۶۹).
- اولین مدیر آسمان نمای تهران متعلق به سازمان جغرافیایی نیروهای مسلّح در خیابان معلّم (۱۳۷۲).
- وی از حدود سه دهه قبل با تلویزیون و گاهی رادیو همکاری داشته و برنامه نجومی و فضایی زنده را تدارک و از شبکه ۴ سیما به‌طور متوسط هفته‌ای دو برنامه ارائه داده‌است. وی در حال حاضر نیز در صدد کمک به راه اندازی چند مرکز علمی و رصدخانه در نقاط مختلف کشور است.[۲][۱]

## جوایز
- کسب جایزه چراغ سال ۹۷ در بخش یک عمر ترویج علم[۶]
- برگزاری مراسم تکریم توسط بنیاد نخبگان استان بوشهر با حضور جمعی از چهره‌های علمی و فرهنگی کشور، شاگردان ایشان و استعدادهای برتر در سال ۱۳۹۶ و اهدای لوح ارج نامه بنیاد ملی نخبگان به ایشان